# 哈博德冰川
75°55′S 162°24′E / 75.917°S 162.400°E

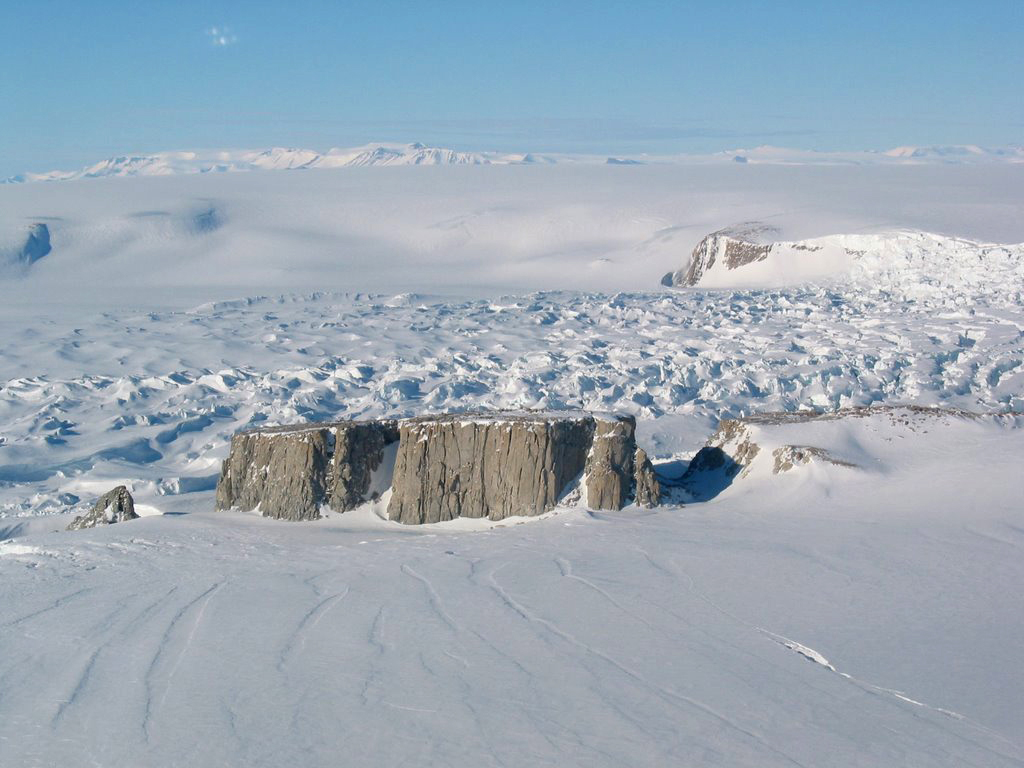
冰川的一景

哈博德冰川是南極洲的冰川，流經喬治穆雷山南部，最終在惠特默半島以南注入羅斯海，該冰川根據美國地質調查局的測量和美國海軍的空中照片被繪入地圖，現時由南極條約體系管理。